# Sulimy (powiat giżycki)
Sulimy (niem. Sulimmen) – wieś w Polsce położona w województwie warmińsko-mazurskim, w powiecie giżyckim, w gminie Giżycko, około 2 km od żeglarskiej stolicy Polski (w tym Mazur – obszaru o największej powierzchni jezior) – Giżycka.
W latach 1975–1998 miejscowość należała administracyjnie do województwa suwalskiego.